# Katarzyna Sygit
Katarzyna Maria Sygit – polska specjalistka biologii medycznej, prorektorka Uniwersytet Kaliskiego im. Prezydenta Stanisława Wojciechowskiego.

## Życiorys
Katarzyna Sygit uzyskała w 1999 tytuł magistra wychowania fizycznego (specjalność nauczycielska) na Uniwersytecie Szczecińskim. W 2003 na Akademii Medycznej w Lublinie otrzymała stopień doktora nauk medycznych w dyscyplinie biologia medyczna na podstawie dysertacji Wybrane uwarunkowania i ocena zachowań zdrowotnych młodzieży szkolnej. W 2012 habilitowała się na Warszawskim Uniwersytecie Medycznym w dziedzinie nauk o zdrowiu. W 2020 otrzymała tytuł profesora nauk medycznych i nauk o zdrowiu.
W latach 2001–2019 pracowała na Uniwersytecie Szczecińskim, gdzie kierowała Katedrą Promocji Zdrowia na Wydziale Kultury Fizycznej i Promocji Zdrowia. Od 2019 związana zawodowo z Akademią Kaliską (po zmianie nazwy w 2023 – Uniwersytetem Kaliskim). W 2020 została prorektorką ds. nauki. Ponownie wybrana na kadencję 2024–2028. Od 2022 wykładowczyni także na Uczelni Państwowej im. Jana Grodka w Sanoku.
Zajmuje się naukowo takimi zagadnieniami jak: styl życia, zachowania zdrowotne ich oceny i wpływ na zdrowie w populacji dzieci, młodzieży szkolnej i akademickiej ze środowiska miejskiego i wiejskiego; problemy zdrowotne ludności, uwarunkowania i zagrożenia środowiskowe zdrowia, problemy profilaktyki medycznej, promocji zdrowia i opieki zdrowotnej; sytuacja socjobytowa, stan zdrowia i aktywność fizyczna populacji w wieku podeszłym i starszym.